# Litifredo I di Pavia
Litifredo o Liutfredo I (IX secolo – IX secolo) è stato vescovo di Pavia e santo; il suo culto fu confermato da papa Leone XIII nel 1888.

## Biografia
Le notizie sulla sua vita sono scarse: fu vescovo dall'864 all'874 e compì la traslazione a Pavia delle reliquie di santa Onorata, sorella di sant'Epifanio.
È menzionato in un'epistola dell'8 maggio 878 inviata da papa Giovanni VIII al vescovo di Pavia.

## Il culto
Le sue reliquie sono venerate nella cappella del Sacro Cuore del duomo di Pavia.
Il suo culto come santo fu confermato da papa Leone XIII con decreto del 20 dicembre 1888.
Il suo elogio si legge nel martirologio romano all'8 marzo.